# Marino Lejarreta
Marino Lejarreta (ur. 14 maja 1957 w Berriz) – hiszpański kolarz szosowy startujący wśród zawodowców w latach 1979–1992. Zwycięzca (1982) i drugi kolarz (1983) Vuelta a España. Zwycięzca jednego etapu w Tour de France i dwóch w Giro d'Italia.

## Najważniejsze zwycięstwa
- 1980 - Dookoła Katalonii
- 1981 - Clásica de San Sebastián
- 1982 - etap i klasyfikacja generalna Vuelta a España, Clásica de San Sebastián
- 1983 - trzy etapy w Vuelta a España
- 1984 - etap w Giro d'Italia
- 1986 - etap w Vuelta a España, Vuelta a Burgos
- 1987 - Clásica de San Sebastián, Vuelta a Burgos
- 1988 - Vuelta a Burgos
- 1989 - Dookoła Katalonii
- 1990 - etap w Tour de France
- 1991 - etap w Giro d'Italia